# 紅膊頭
紅膊頭是皇家香港警務處軍裝部員佐級部份人員所佩戴的紅色底板肩章的俗稱。於1970年代後期起，具備一定程度的英語溝通及英文寫作能力的員佐級人員在考獲相關資格後，就會獲得紅色底板肩章，以方便外籍人士和遊客識別。於1990年代中期，隨著中學英國語文科合格成為了基本招募學歷要求，此項制度被取消。

## 取得資格
人員需要透過參加由教育司署編定及考核的公務員英文i-1、i-2程度公開考試及取得合格成績，或者在中學會考甲中取得C等、課程乙取得E等。凡符合此資格的人員可以在核實其資格後，獲得發放一次性的特別現金津貼）。

## 相關參見
- 香港警察歷史
- 香港警察傳統
- 警隊博物館